# چینی‌شکارچی
چینی‌شکارچی (نام علمی: Sinovenator) نام یک سرده از تیره ترودونتیدس است.